# Glossopteridaceae
Glossopteridaceae é uma família de plantas do período Permiano. Essas plantas se reproduziam com sementes, como as Samambaias modernas.